# Angelo Bianchi
Pour les articles homonymes, voir Bianchi.
Angelo Bianchi (né le 19 novembre 1817 à Rome, et mort le 22 janvier 1897 à Rome) est un cardinal italien du XIXe siècle.

## Biographie
Angelo Bianchi est chargé d'affaires à la nonciature en Suisse. Il est élu archevêque titulaire de Myre (de) en 1874 et est envoyé comme nonce apostolique en Bavière puis en Espagne en 1879.
Le pape Léon XIII le crée cardinal lors du consistoire du 25 septembre 1882. Le cardinal Bianchi est préfet de la Congrégation des rites en 1887. De 1889 à sa mort, il est pro-dataire apostolique.

## Succession apostolique
Angelo Bianchi a ordonné les évêques suivants :
- Cardinal Antonio María Cascajares y Azara (1882)
- Évêque Friedrich Xaver Odo Fiala (1885)
- Évêque Giovanni Battista Rossi (1894)
- Évêque Gallicano Mergè (1894)
- Archevêque Bonaventura Maria Soldatich, O.F.M.Conv. (1895)